# Chrysosplenium davidianum
Chrysosplenium davidianum är en stenbräckeväxtart som beskrevs av Joseph Decaisne och Carl Maximowicz. Chrysosplenium davidianum ingår i släktet gullpudror, och familjen stenbräckeväxter. Inga underarter finns listade i Catalogue of Life.